# Bettlach (Haut-Rhin)
Bettlach ist eine französische Gemeinde mit 303 Einwohnern (Stand 1. Januar 2022) im Département Haut-Rhin in der Region Grand Est (bis 2015 Elsass). Der Ort liegt im Kanton Altkirch des Arrondissements Altkirch.
Die Gemeinde ist Mitglied des Gemeindeverbandes Sundgau.

## Geologie
Bettlach liegt im lössbedeckten Sundgauer Tertiärhügelland im Bereich der unter der Lössdecke lagernden Sundgauschotter. Diese sind die Hinterlassenschaft einer einst (im Pliozän und Altpleistozän) über Doubs, Saône und Rhône zum Mittelmeer entwässernden Ur-Aare. Unter den die (oberen) Talhänge bildenden Sundgauschottern liegen die sandig-mergeligen Schichten der oligozänen Elsässer Molasse (Molasse alsacienne).

## Geschichte
Die Rue des Romains erinnert an den Verlauf einer Römerstraße. Beim Friedhof wurden Gräber der Merowingerzeit mit zahlreichen Fundstücken auch aus gallo-römischer Zeit entdeckt. Die Kirche des zu Bettlach gehörenden Weilers St. Blaise war die Mutterkirche von Bettlach, Linsdorf und Fislis und wurde erstmals 1139 als Lilliskirch schriftlich erwähnt. Bettlach selbst erscheint erst ab dem 13. Jahrhundert in den historischen Aufzeichnungen (1225 Bethlaica, 1284 Betlachen). Der Ortsname ist möglicherweise galloromanischen Ursprungs (*Betulliacum) und könnte „mit Birken bepflanzter Ort“ bedeutet haben. Alternativ leitet er sich von einem germanischen Personennamen Betto oder Badilo ab.
Bis 1324 gehörte der Ort zur Grafschaft Pfirt und kam dann durch die Heirat der Johanna von Pfirt mit Herzog Albrecht II. von Österreich an Habsburg. Im Westfälischen Frieden 1648 ging der Ort mit dem ganzen elsässischen Besitz der Habsburger an die französische Krone. 
Von 1871 bis zum Ende des Ersten Weltkrieges gehörte Bettlach als Teil des Reichslandes Elsaß-Lothringen zum Deutschen Reich und war dem Kreis Altkirch im Bezirk Oberelsaß zugeordnet.

### Bevölkerungsentwicklung
| 1910 | 1962 | 1968 | 1975 | 1982 | 1990 | 1999 | 2007 | 2017 |
| ---- | ---- | ---- | ---- | ---- | ---- | ---- | ---- | ---- |
| 220  | 178  | 194  | 223  | 233  | 247  | 288  | 326  | 311  |

## Wirtschaft
Der wichtigste Erwerbszweig ist die Landwirtschaft; zusätzlich ist Kleingewerbe vorhanden. Im 19. Jahrhundert gab es im Ort eine Hammerschmiede, eine Ziegelei und mehrere Hauswebereien.

## Wappen
Wappenbeschreibung: In Silber eine schwarze rotzüngelnde Schlange.

Kirche St. Blasius
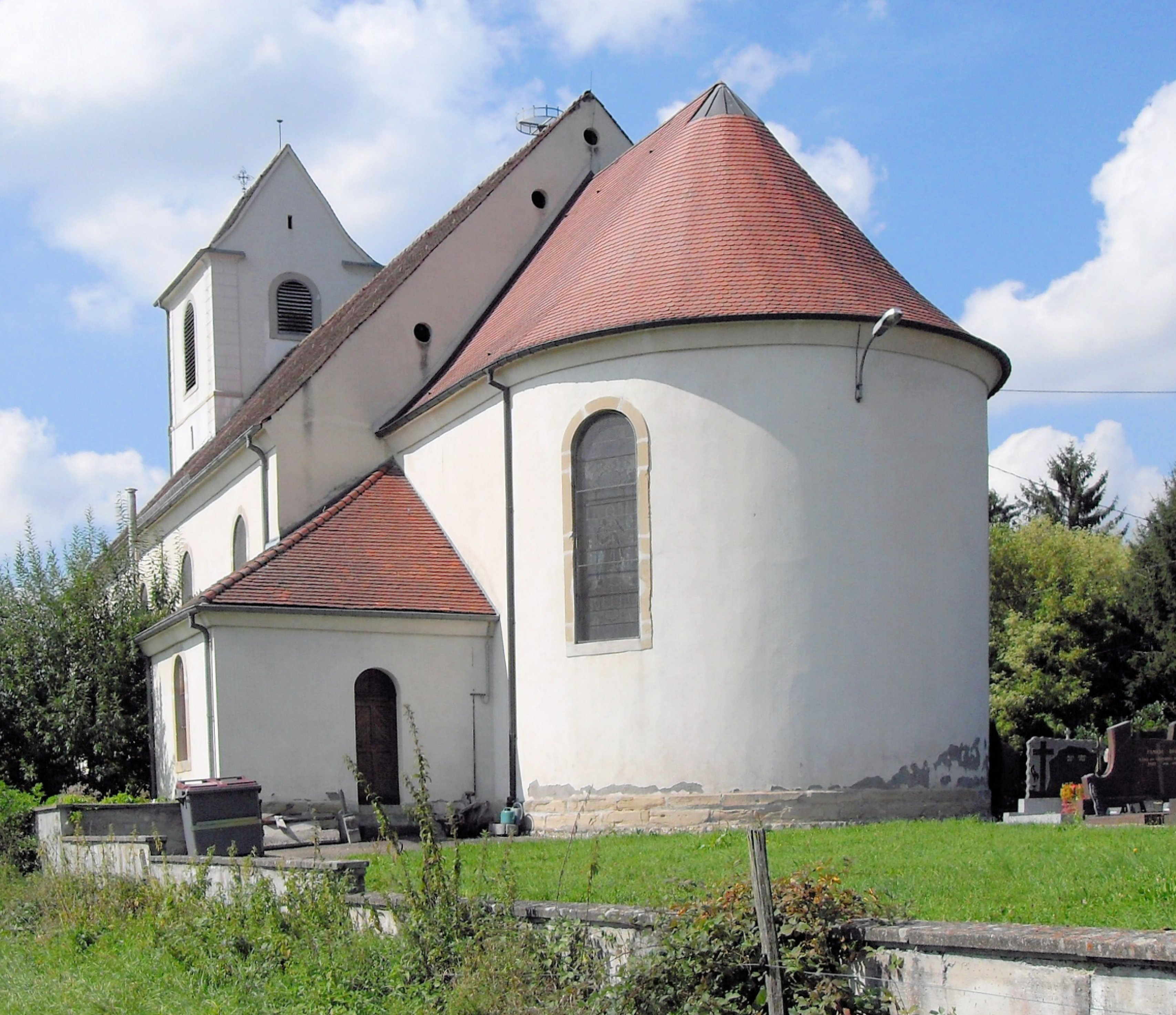
Südostseite
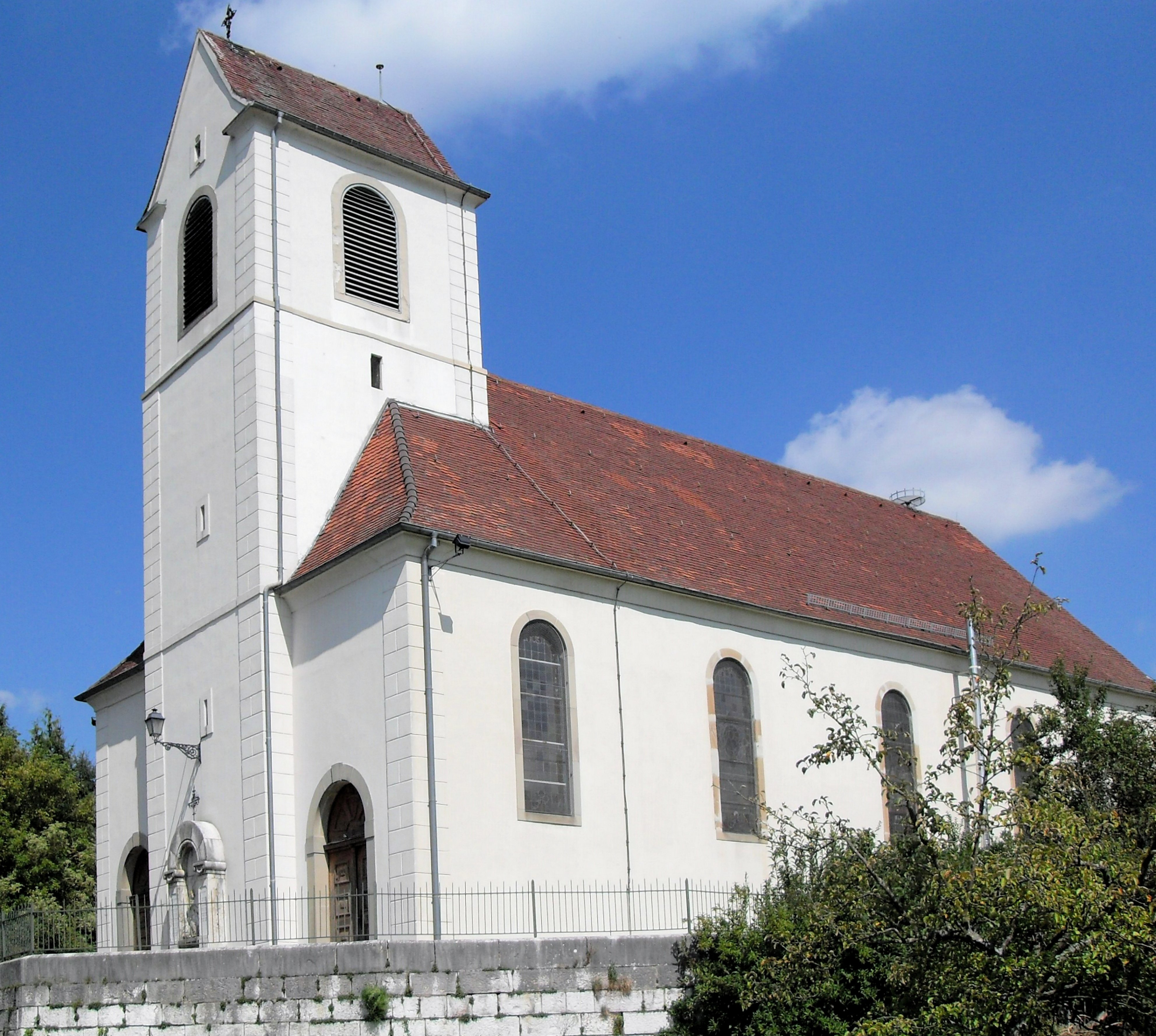
Südwestseite

## Bauwerke
Die Blasiuskirche (St. Blaise) stammt im Wesentlichen von 1781. Der untere Teil des Turmes ist noch romanisch. Barockaltar mit einem Gemälde von Martin Feuerstein. Der Kreuzweg und die Deckengemälde stammen von Carlo Limido. 1976 versah André Lang den Innenraum mit Rokoko-Stuck.
Einige gut erhaltene Fachwerkbauten aus dem 18. und 19. Jahrhundert: Das Haus Nr. 60 an der Rue du Jura noch in der altertümlichen Ständerbauweise mit traufwandhohen Wandständern und entsprechend langen Streben. Rautenmuster im Giebeldreieck. Wohl noch vor dem Dreißigjährigen Krieg gebaut. - Das Restaurant Aux deux clés in der neueren Rähmbauweise, wohl im späten 18. Jahrhundert entstanden. Es besitzt einen Halbwalm und zwei verzierte Fensterbrüstungen (Andreaskreuz und zwei geschweifte Brüstungspfosten).

## Partnergemeinden
Bettlach pflegt eine Partnerschaft mit der gleichnamigen Schweizer Gemeinde Bettlach im Kanton Solothurn.